# Мельк
Мельк (нем. Melk) — город в Нижней Австрии, расположенный на Дунае. Мельк является западными воротами области Вахау, занесённой в список объектов Всемирного наследия ЮНЕСКО.
Площадь города составляет 25,70 км², население — 5596 человек (1 января 2021), плотность населения — 219 чел./км²

## История
В 831 году Мельк впервые упоминается под именем Медилика (Medilica). В 976 году маркграф Леопольд I был наделён сегодняшней юго-западной частью Нижней Австрии, где выбрал в качестве своей резиденции крепость в Мельке. Последователи Леопольда I наполнили её сокровищами и реликвиями.
В 1089 году маркграф Леопольд II передал крепость в Мельке монахам-бенедиктинцам из Ламбаха. С тех пор и по сей день в монастыре Мелька живут и творят монахи. В XII веке при монастыре были основаны школа и библиотека, в которой на сегодняшний день собраны бесценные рукописи.
В 1227 году Мельк был наделён правом вести торговлю. Мельк был отправной точкой Мелькской монастырской реформы XV века, заключавшейся в возвращении к старым идеалам бенедиктинцев.
В 1898 году Мельк официально становится городом.
Во время Второй мировой войны Мельк был филиалом концлагеря Маутхаузен.

## Достопримечательности

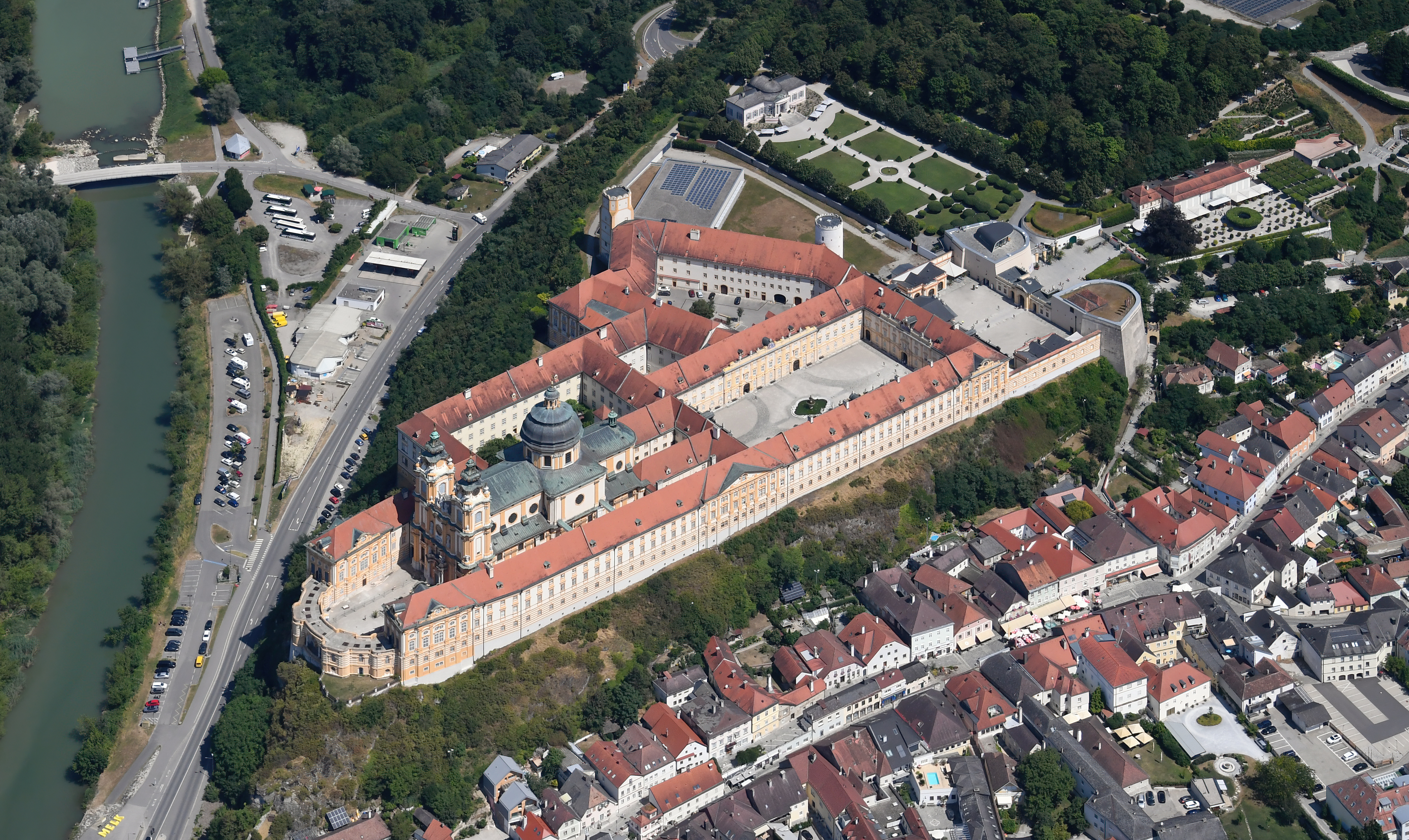
Монастырь в Мельке

Самой главной достопримечательностью города является стоящий над Дунаем величественный, построенный в стиле барокко монастырь. Также к достопримечательностям города относятся городская церковь, здание старой почты, источник Святого Коломана, а также хлебная лавка. В Мельке действуют также многие музеи.
Начиная с 1451 года ежегодно 13 октября отмечается день Святого Коломана, являющегося покровителем города.
В июле и августе в городе проходят мелькские летние игры области Дуная. На Троицу в монастыре Мелька проходят международные дни барокко с концертами.

## Население
| Год  | Численность |
| ---- | ----------- |
| 1869 | 2595        |
| 1889 | 2639        |
| 1890 | 2828        |
| 1900 | 3203        |
| 1910 | 3945        |
| 1923 | 4186        |
| 1934 | 4356        |
| 1939 | 4670        |
| 1951 | 4321        |
| 1961 | 4716        |
| 1971 | 5117        |
| 1981 | 5062        |
| 1991 | 5139        |
| 2001 | 5222        |
| 2011 | 5254        |
| 2021 | 5596        |

## Знаменитые жители
- Максимилиан Штадлер, (1748—1833), композитор

## Политическая ситуация
Бургомистр коммуны — Томас Видрих (АНП) по результатам выборов 2005 года.
Совет представителей коммуны (нем. Gemeinderat) состоит из 29 мест.
- Партия VP MELK занимает 16 мест.
- СДПА занимает 7 мест.
- Зелёные занимают 5 мест.
- Партия PRO MELK занимает 1 место.